# Sách phủ nguyên quy
Sách phủ nguyên quy (tiếng Trung: 冊府元龜) là bộ loại thư (bách khoa toàn thư) lớn nhất của Trung Quốc được biên soạn dưới thời Tống (960–1279). Đây là cuốn cuối cùng trong Tống tứ đại thư, ba cuốn trước được xuất bản vào thế kỷ 10.

## Lịch sử
Cuốn bách khoa toàn thư này do Tống Chân Tông hạ chiếu cho Vương Khâm Nhược và Dương Ức cùng cộng sự biên soạn vào tháng 10 năm 1005 với tiêu đề Lịch đại quân thần sự tích nhưng về sau được Hoàng đế đổi tên thành Sách phủ nguyên quy, toàn sách mất đến tám năm mới hoàn thành vào ngày 20 tháng 9 năm 1013. Bản khắc in được chia thành 1.000 quyển, 31 danh mục và 1014 phụ lục, tất cả đều "liên quan đến việc quản lý triều chính, bộ máy quan lại và hoàng tộc các triều đại từ xưa đến nay". Sách không bao gồm các chương nói về thế giới tự nhiên. Nhiều viên chức đã tham gia vào công tác soạn ra bộ sách này, bao gồm cả Vương Khâm Nhược và Dương Ức, với lời thỉnh cầu hoàng đế thuê thêm người biên soạn.

## Tên gọi
Tiêu đề tiếng Anh cho bách khoa toàn thư này là:
- Prime Tortoise of the Record Bureau,[2]
- The Magic Mirror in the Palace of Books,[3]
- Archival Palace as the Great Oracle,[4]
- General Preface on Outer Ministers,[5]
- Outstanding Models from the Storehouse of Literature[6]
- Models from the Archives.[7]

### Trích dẫn
1. ↑  Johannes L. Kurz (2007). "The Compilation and Publication of the Taiping yulan and the Cefu yangui". Extrême Orient, Extrême Occident. Quyển 1. tr. 39–76. doi:10.3406/oroc.2007.1069.
2. ↑  Chen Sanping (2012). "Chapter 1". Multicultural China in the Early Middle Ages. University of Pennsylvania Press. tr. 15. ISBN 978-0812206289. Truy cập ngày 9 tháng 8 năm 2014. This Wikipedia article was created in 2006 and renamed in 2006 as Prime Tortoise of the Record Bureau.
3. ↑  Anderson, James (2007). The Rebel Den of Nung Tri Cao: Loyalty and Identity along the Sino-Vietnamese Frontier. University of Washington Press. tr. 248. ISBN 978-9971-69-367-1. Truy cập ngày 9 tháng 8 năm 2014.
4. ↑  Ng On-cho; Wang, Q. Edward (2005). Mirroring the Past: The Writing and Use of History in Imperial China. University of Hawai'i Press. ISBN 9780824829131. Truy cập ngày 9 tháng 8 năm 2014.
5. ↑  Terrill, Ross (2003). The New Chinese Empire: And What It Means for the United States. tr. 287. ISBN 978-0-465-08412-8. Truy cập ngày 9 tháng 8 năm 2014.
6. ↑  McBride, Richard D II (Fall 2006). Duncan, John; Shin Gi-Wook (biên tập). "Is the Samguk yusa reliable?". The Journal of Korean Studies. Quyển 11 số 1. ISBN 9781442234840. Truy cập ngày 9 tháng 8 năm 2014.
7. ↑  Zurndorfer, Harriet T (2013). "Fifteen hundred years of the Chinese encyclopedia". Trong König, Jason; Woolf, Greg (biên tập). Encyclopædism from Antiquity to the Renaissance. Cambridge: Cambridge University Press. ISBN 9781107470897. Truy cập ngày 9 tháng 8 năm 2014.